# Lisieux
Lisieux [lizjø] ist eine Stadt mit 19.540 Einwohnern (Stand 1. Januar 2022) in der französischen Region Normandie im Département Calvados. Sie ist Sitz der Unterpräfektur (französisch sous-préfecture) des Arrondissements Lisieux. Dieses besteht aus 13 Kantonen; die Stadt selbst gliedert sich in drei Kantone. Sie ist auch Hauptort des Pays d’Auge. Die Bewohner heißen Lexoviens.

## Geographie
Lisieux liegt am Fluss Touques etwa 30 km südlich der Seine-Mündung. Im Stadtgebiet mündet der Orbiquet als rechter Nebenfluss in die Touques.
Lisieux besitzt einen Bahnhof an der Eisenbahnstrecke Paris–Cherbourg; die Fahrzeit nach Paris Gare Saint-Lazare liegt bei einer Stunde und vierzig Minuten.

## Geschichte

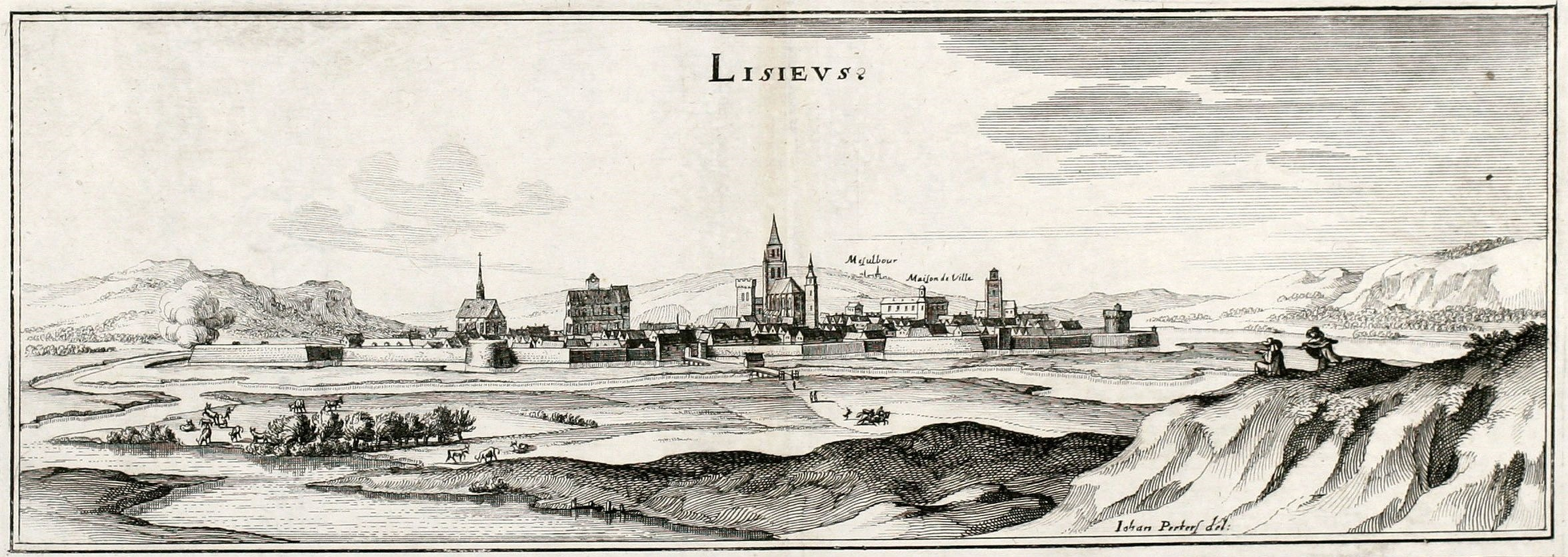
Lisieux im 17. Jahrhundert nach Matthäus Merian

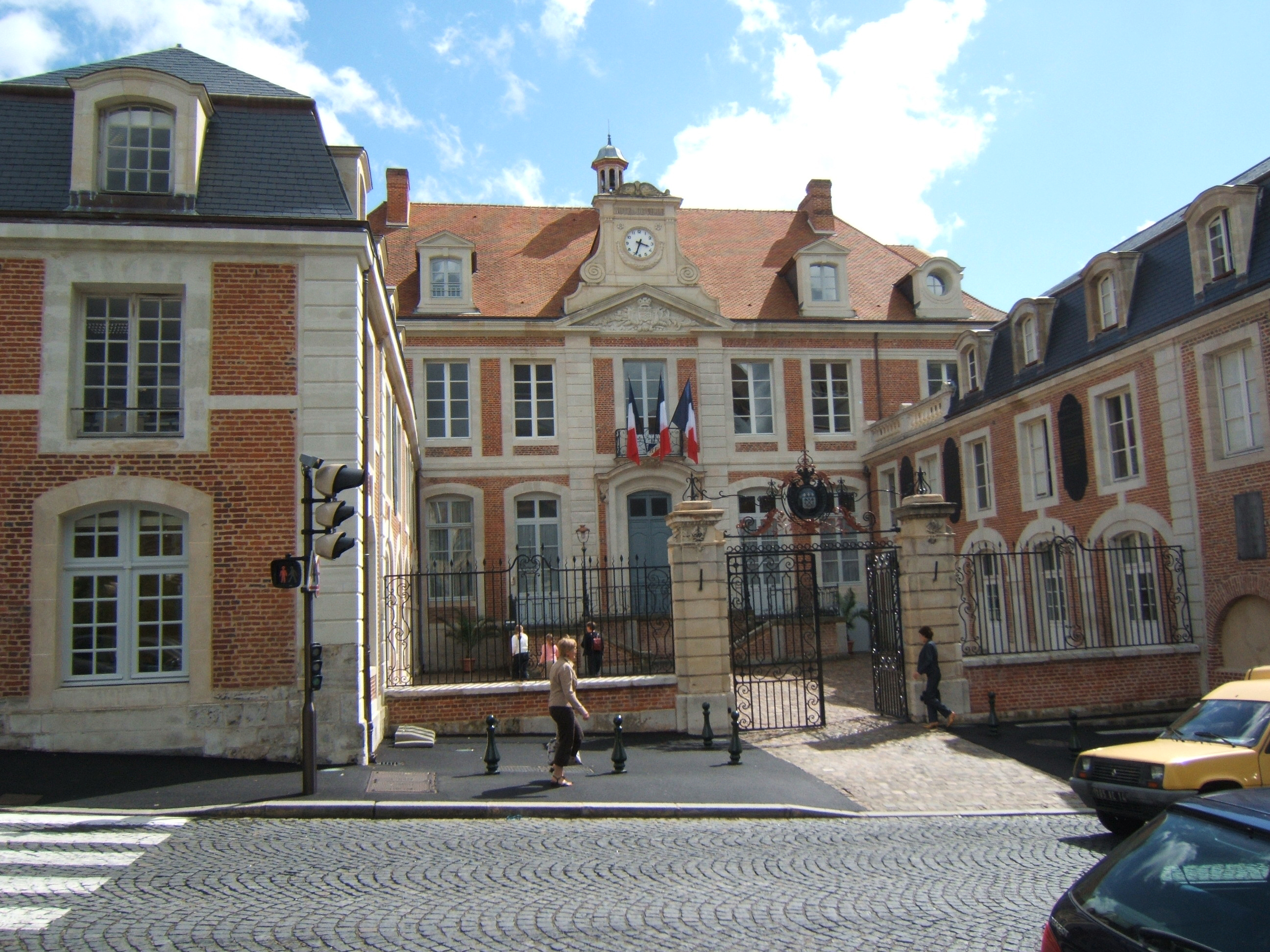
Mairie (Rathaus)

Der Name der Stadt geht auf den keltischen Volksstamm der Lexovier zurück. Aus römischer Zeit ist er als Noviomagus Lexoviorum ‚neuer Marktort der Lexovier‘ überliefert; um 400 ist von der civitas Lexoviorum die Rede, 538 vom Bischof der ecclesiae Lixovi, 614 von der civitate Loxovia et Loxovias. 991 wurde der Stadtname Lisoio geschrieben, 1025 Lysoie und 1160 Lisieues.
Vom hohen Mittelalter bis zur Revolution wurde Lisieux von den mächtigen Bischofsgrafen beherrscht, die ihre Stadt zu einer blühenden Metropole machten. Am Tag der Bartholomäusnacht von 1572 rettete der Bischof Jean Le Hennuyer zahlreiche Hugenotten vor der Ermordung. Später verlor Lisieux nach und nach zunächst seine religiöse, dann seine wirtschaftliche Bedeutung.
1831 erhielt es eine staatliche Subvention von 16.000 Francs für den Bau der Halles und im Folgejahr 7000 für sein Hospiz. Im Mai 1832 wütete die Cholera. Der Politiker François Guizot sorgte mit etlichen weiteren Fürsprachen für seine Wahlheimat für volle Kassen beim Bürgermeister Pierre Leroy-Beaulieu und in der Sous-préfecture unter der Leitung des Banquiers und Bürgermeistersohns Louis Nasse. So konnte das Kunstmuseum 1838 die erste Gemäldeausstellung zeigen.
Ab 1845 machte die Bahnlinie Paris–Cherbourg in Lisieux Halt. Dies verkürzte die Reisezeit in die Hauptstadt auf sechs Stunden. Die Stadt wurde als Sitz eines Karmels zum Wallfahrtsort, der seinen Ruhm der Ordensfrau Thérèse Martin, bekannter unter dem Namen Therese vom Kinde Jesu, verdankt. Nach ihrem Tod 1897 verbreitete sich die Verehrung der Karmelitin, die 1923 selig- und 1925 heiliggesprochen wurde. Ihr ist hier die von 1929 bis 1954 (Einweihung) im neuromanischen Stil errichtete Kirche geweiht. Nach Lourdes ist die Stadt der zweitgrößte Wallfahrtsort in Frankreich mit jährlich fast eineinhalb Millionen Pilgern und Besuchern.
In Lisieux existierte vermutlich seit dem Beginn des Zweiten Weltkriegs in einer stillgelegten Fabrik ein Centre de Rassemblement des Etrangers (CRE, Sammelstelle für Ausländer). 1940 wurde aus diesem Sammellager ein Internierungslager für Prestataires (Dienstleister). Nach einem Regierungs-Dekret vom 12. April 1939 unterlagen alle männlichen Ausländer zwischen 20 und 40 Jahren der Pflicht, nicht näher definierte gemeinnützige Arbeiten zu leisten. Sie wurden dazu in paramilitärischen Verbänden unter dem Kommando der Armee in sogenannten „Compagnies de prestataires“ (Dienstleister-Kompanien) zusammengefasst. Nach der Fondation pour la mémoire de la déportation bestand das Camp d’internement Lisieux bis Juni 1940 und beherbergte am 3. Februar 1940 124 Dienstleister deutscher und österreichischer Herkunft.
In der Nacht vom 6. auf den 7. Juni 1944 kam es zu alliierten Luftangriffen auf deutsche Stellungen, die in der Stadt eingerichtet worden waren, um den Vormarsch auf Paris zu erschweren. 794 Menschen starben. Am 23. August 1944 gelang die Befreiung der Stadt durch die Alliierten.
75 % der Bausubstanz lagen nach dem Krieg im Trümmern. Die meisten Fachwerkhäuser, für die die Altstadt von Lisieux einst bekannt war, waren in den alliierten Bombardements in Flammen aufgegangen. In den 1950er Jahren wurde die Stadt im zeitgenössischen Nachkriegsstil wieder aufgebaut. Der 70. Jahrestag der Befreiung 2014 wurde in der ganzen Region gefeiert, unter den Gästen befanden sich auch betagte regionale Veteranen der damaligen Kämpfe. Bei dem westlichen Vorort Saint-Désir gibt es zwei Soldatenfriedhöfe, sowohl für die britischen Befreier als auch für Soldaten der Wehrmacht.

## Bevölkerungsentwicklung
| Jahr                       | 1962   | 1968   | 1975   | 1982   | 1990   | 1999   | 2006   | 2016   | 2020   |
| Einwohner                  | 21.156 | 23.830 | 25.521 | 24.940 | 23.703 | 23.166 | 23.343 | 20.301 | 19.755 |
| Quellen: Cassini und INSEE |        |        |        |        |        |        |        |        |        |

## Sehenswürdigkeiten

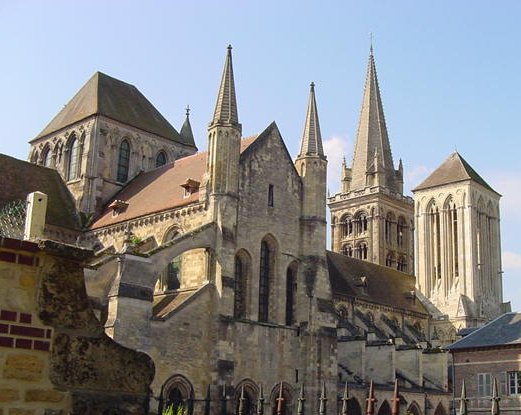
Kathedrale Saint-Pierre

- Basilika Sainte-Thérèse: eine der größten Kirchen, die im 20. Jahrhundert gebaut wurden
- Kapelle des Karmelitinnenklosters Lisieux
- Kathedrale Saint-Pierre: 1170–1250 erbaut, verschiedene Varianten der Gotik, bis 1123 Frühgotik nach dem Vorbild der Île-de-France,[9] nach Brand von 1223 Regionalstil der Normandie; Südturm aus dem 16. Jahrhundert mit Verbindung von Formen der Gotik und der Renaissance
- Fachwerkbauten und Herrenhäuser
- Jardin archéologique
- Jardin de l’Eveché: von André Le Nôtre, dem Architekten des Parkes von Schloss Versailles gestalteter Park im Zentrum von Lisieux, neben der Kathedrale
- Schloss Saint-Germain-de-Livet: aus dem 15./16. Jahrhundert, seit 1958 im Besitz der Stadt
- Jardin de l’Abbé Marie: Park in ehemaligem Friedhofsgelände
- Le Musée d’Art et d’Histoire: Das Museum für Kunst und Geschichte hat archäologische, ethnologische und ikonographische Ausstellungsstücke, 38 boulevard Pasteur.
- Le Domaine Saint-Hippolyte: herrschaftliches Anwesen aus dem 15./16. Jahrhundert, 3 km südlich von Lisieux
- Le Château du Pré d’Auge: mit Kirche und Brunnen Saint Méen

## Städtepartnerschaften
Lisieux ist seit 1997 durch Städtepartnerschaften verbunden mit der englischen Stadt Taunton in der Grafschaft Somerset, mit der italienischen Stadt Mogliano Veneto in Venetien und mit der kanadischen Stadt St-Georges-en-Beauce in der Provinz Québec.
Freundschaftliche Kontakte bestehen zur deutschen Hansestadt Wesel am Niederrhein.

## Persönlichkeiten
- Richard Olivier de Longueil (1406–1470), Geistlicher
- Thomas Basin (1412–1491), französischer Bischof von Lisieux ab 11.  Oktober 1447 bis 27. Mai 1474, sowie französischer Historiker und Chronist der lateinischen Sprache
- Zacharie de Lisieux (1596–1661), Kapuziner, Theologe, Kanzelredner und Satiriker
- Paul Damance (um 1650–um 1700), Organist und Komponist
- Charles-Alexandre Coëssin de la Fosse (1829–1910), Maler und Radierer
- Zélie und Louis Martin (1831–1877 bzw. 1823–1894), die Eltern der hl. Therèse, in der römisch-katholischen Kirche als Heilige verehrt
- Anatole Leroy-Beaulieu (1842–1912), Publizist und Historiker
- Henri Beauclair (1860–1919), Schriftsteller und Journalist
- Henry Chéron (1867–1936), Politiker der Dritten Republik
- Therese von Lisieux (1873–1897), katholische Kirchenlehrerin
- Raymond Lantier (1886–1980), Prähistoriker
- Elvezia Michel-Baldini (1887–1963), Schweizer Malerin, Zeichnerin, Buchillustratorin, Kunstweberin und Philanthropin
- Michel Magne (1930–1984), Komponist, Musiker, Musikproduzent und Maler
- Guy Bedouelle (1940–2012), Dominikaner und Kirchenhistoriker
- Jean-René Ladmiral (* 1942), Germanist, Übersetzer, Übersetzungswissenschaftler und Philosoph
- Michel Duclos (* 1949), Diplomat, Botschafter, politischer Berater und Autor
- Dominique Visse (* 1955), Opernsänger und Spezialist für frankoflämische Vokalpolyphonie
- Tony Hurel (* 1987), Straßenradrennfahrer
- Nicolas Batum (* 1988), Basketballspieler
- Hélène Parisot (* 1992), Sprinterin
- Marine Johannès (* 1995), Basketballspielerin